# Conflicte de les obres d'art entre l'Aragó i Catalunya
El conflicte de les obres d'art entre l'Aragó i Catalunya va ser i és un conflicte generat entre les comunitats autònomes de l'Aragó i Catalunya a conseqüència de la titularitat catalana d'alguns béns artístics que l'Aragó reclamava. El conflicte es pot dividir en tres subgrups: el primer comprèn les obres aragoneses que van pertànyer al bisbat de Lleida fins al 1995, quan es crea el bisbat de Barbastre-Montsó; el segon grup correspondria a les obres comprades per la Generalitat de Catalunya durant els anys 1983 i 1984; finalment, l'últim grup correspondria a les pintures murals de la sala capitular de Sixena, traslladades el 1936 després que el monestir patís un greu incendi. Totes les obres reclamades pel govern d'Aragó i els municipis aragonesos es troben repartides entre el Museu Diocesà de Lleida i el Museu Nacional d'Art de Catalunya.

## Antecedents i context històric

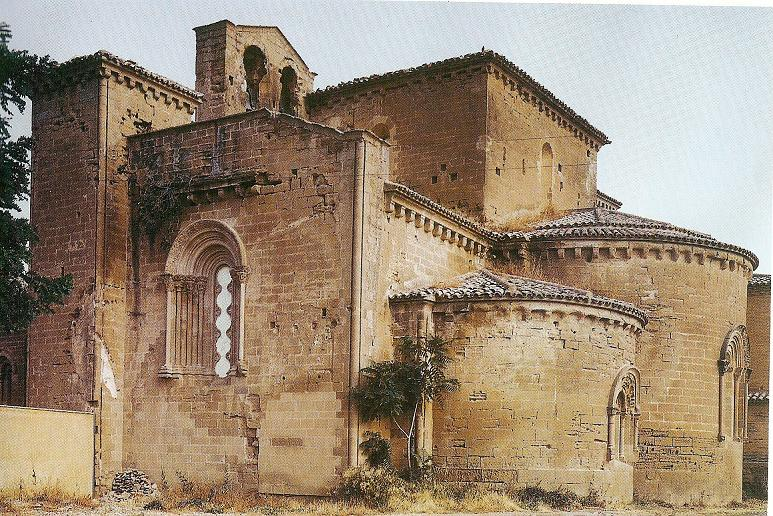
Vista exterior del Monestir de Sixena

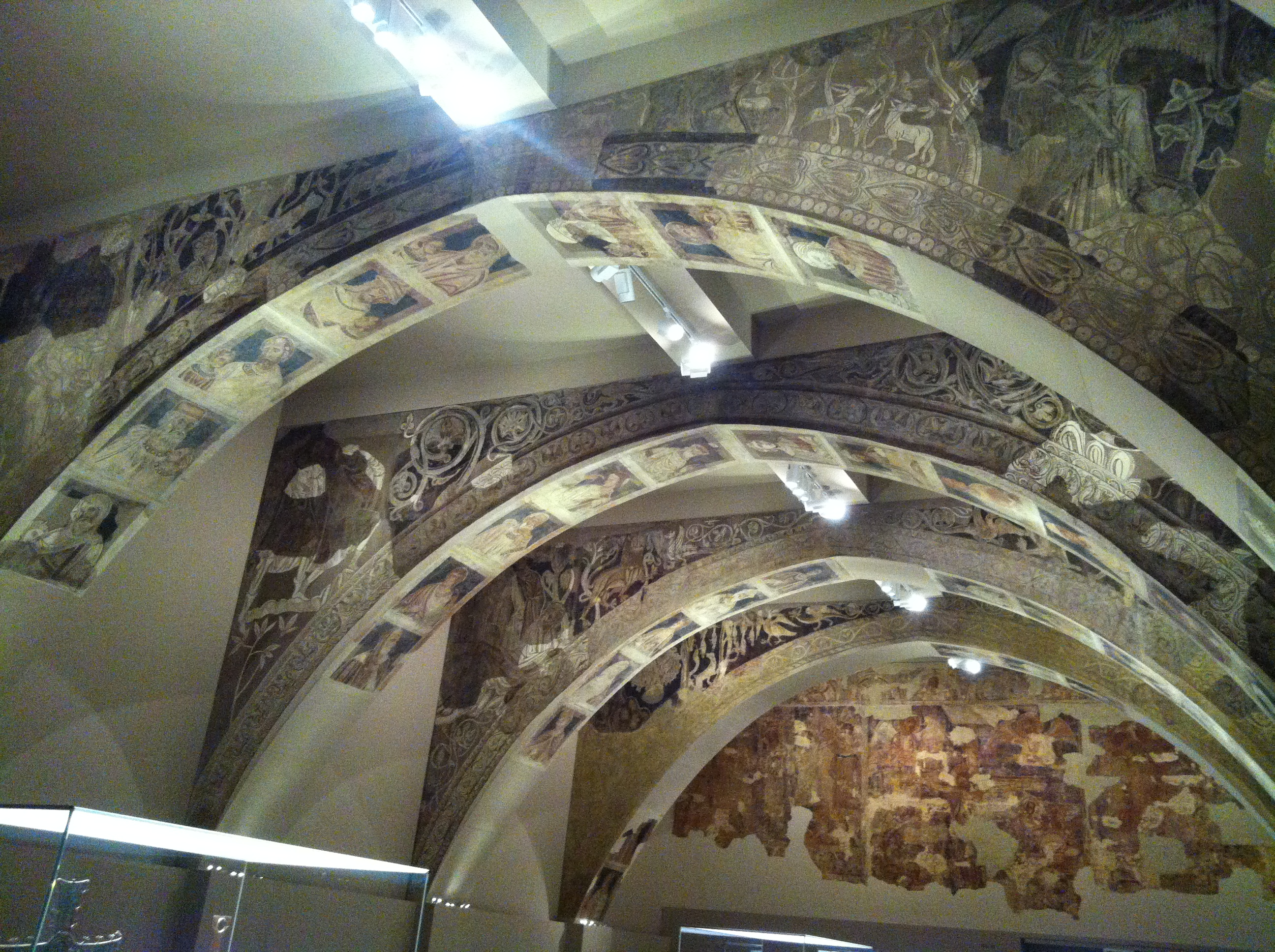
Pintures de la sala capitular del Monestir de Sixena, al MNAC

### Béns i pintures de Sixena

#### 1923: Monestir de Sixena: monument historicoartístic
L'any 1923 el Reial Monestir de Santa Maria de Sixena va ser declarat Bé d'Interès Cultural per Reial Ordre de la Direcció General de Belles Arts. El Butlletí Odicial de l'Aragó, va publicar el dia 22 d'abril de 2002 l'ordre del 5 d'abril de 2002 del Departament de Cultura i Turisme, per la qual es completa la declaració originaria de Bé d'Interès Cultural del Monestir de Santa Maria de Sixena conforme a la Disposició Transitòria Primera de la Llei 3/1999 del 10 de març de Patrimoni Cultural Aragonès.

#### 1936: Guerra Civil Espanyola; incendi i primera arrencada
Durant la Guerra Civil Espanyola, el monestir fou saquejat per una columna anarquista que el va incendiar. Les flames van destruir l'edifici junt amb els frescos i diverses obres d'art que aquest contenia, només van salvar-se l'església i el panteó reial, tot i que les tombes d'aquest van ser profanades. Algunes obres d'art van ser salvades per gent del poble i components de les milícies llibertàries. L'any 1936, després de l'incendi, Josep Gudiol, historiador de l'art i responsable del salvament del patrimoni durant la Guerra Civil, va realitzar una campanya de recapte de diners i va traslladar-se a Vilanova de Sixena per arrencar les pintures amb l'ajuda de gent del poble. Gudiol va rescatar i restaurar les pintures que actualment poden observar-se al MNAC. Durant la guerra, Gudiol va realitzar expedicions històrico-arqueològiques per salvaguardar patrimoni; durant aquestes expedicions va recórrer el Bisbat de Lleida; en aquella època, el bisbat incloïa 138 parròquies de la Franja.

### Béns de la Franja

#### Bisbat de Lleida i creació del Bisbat de Barbastre-Montsó
Tradicionalment el Bisbat de Lleida incloia les comarques de la Franja Oriental de l'Aragó, exceptuant la zona de Beseit i Vall-de-roures, a la comarca del Matarranya. Durant la dictadura franquista va iniciar-se la segregació del bisbat en dos: el Bisbat de Lleida i el nou Bisbat de Barbastre-Montsó. La segregació es va produir en tres fases diferents: en la primera, duta a terme l'any 1955 va segregar 17 parròquies situades en territori civil aragonès però que pertanyien al Bisbat de Lleida i 4 del Bisbat d'Urgell; aquestes parròquies van ser incorporades al Bisbat de Barbastre. L'any 1995 va tenir lloc a la catedral de Montsó la cerimònia en la qual es constituïa el Bisbat de Barbastre-Montsó a partir de l'anterior Bisbat de Barbastre i les parròquies aragoneses que pertanyien al Bisbat de Lleida. Això incloïa els arquebisbats de Ribagorça occidental, oriental i el Cinca mitjà, mentre que els de Llitera i Baix Cinca van ser traspassat l'any 1998, tot concloent el procés. La culminació del procés va iniciar els diferents litigis per la propietat de les obres d'art de la franja.

## Legislació actual

### Lleis catalanes de protecció del patrimoni cultural

#### Estatut d'Autonomia de Catalunya de 2006
- Capítol II, Article 127.1.b.Quart - Correspon a la Generalitat la competència exclusiva en matèria de cultura. Aquesta competència exclusiva comprèn en tot cas: el patrimoni cultural, incloent-hi en tot cas: la protecció del patrimoni cultural de Catalunya, que inclou la conservació, la reparació, el règim de vigilància i el control dels béns, sens perjudici de la competència estatal per a la defensa dels béns integrants d'aquest patrimoni contra l'exportació i l'espoliació.[5]

#### Llei 9/1993, de 30 de setembre, del Patrimoni Cultural Català
- Títol preliminar, Disposicions generals, Article 3.1 - En l'exercici de llurs competències respectives, l'Administració de la Generalitat, els consells comarcals i els ajuntaments han de vetllar per la integritat del patrimoni cultural català, tant públic com privat, i per la protecció, la conservació, l'acreixement, la difusió i el foment d'aquest patrimoni, i han d'estimular la participació de la societat, per la qual cosa s'han de dotar dels mitjans materials i personals adequats.[6]
- Títol preliminar, Disposicions generals, Article 4.1 - L'Església catòlica, com a titular d'una part molt important del patrimoni cultural català, ha de vetllar per la protecció, la conservació i la difusió d'aquest patrimoni i, amb aquesta finalitat, ha de col·laborar amb les diverses administracions públiques de Catalunya.[6]
- Títol primer, Capítol 1, Article 15 - Els béns integrants del patrimoni cultural català que, tot i llur significació i importància, no compleixin les condicions pròpies dels béns culturals d'interès nacional han d'ésser inclosos en el Catàleg del Patrimoni Cultural Català.[6]
- Títol segon, Capítol 1, Article 23 - El Departament de Cultura pot impedir qualsevol obra o intervenció en béns integrants del patrimoni cultural no declarats d'interès nacional. A aquest efecte, ha de requerir l'ajuntament corresponent perquè adopti les mesures necessàries per a l'efectivitat de la suspensió i, si aquest no ho fa, pot adoptar-les subsidiàriament. El Departament de Cultura, amb l'informe previ de l'ajuntament, ha de resoldre en el termini de dos mesos a favor de la continuació de l'obra o la intervenció suspesa o a favor de la incoació d'expedient de declaració de bé cultural d'interès nacional.[6]

### Lleis aragoneses de protecció del patrimoni cultural

#### Decret legislatiu 4/2013, de 17 de desembre, del Govern d'Aragó
- Disposició addicional cinquena - Per a la adopció de caràcter patrimonial respecte als béns del patrimoni cultural de l'Aragó, serà perceptiu l'informe del departament competent en matèria de cultura d'Aragó.[7]

### UNESCO

#### Recomanació relativa a la protecció i promoció dels museus i col·leccions, la seva diversitat i la seva funció en la societat
- II.7 - La preservació del patrimoni comprèn activitats relacionades amb l'adquisició i gestió de les col·leccions, inclòs l'anàlisi de riscos i la creació de capacitats de preparació i plans d'emergència, així com seguretat, conservació preventiva i correctiva i restauració dels objectes museïstics, garantint la integritat de les col·leccions utilitzades i enmagatzemades.[8]

## Litigis

### Béns de Sixena

#### 1997-2012:Tribunal Constitucional
L'any 1997, dos anys després de la creació del Bisbat de Barbastre-Montsó, el Departament d'Educació i Cultura de la Diputació General d'Aragó va entrar un escrit al Tribunal Constitucional d'Espanya per a exercir el dret a retracte sobre alguns béns provinents del Monestir de Sixena adquirits per la Generalitat de Catalunya. L'any 2012, després de 14 anys, el Tribunal Constitucional va donar la raó a la Generalitat de Catalunya i va declarar nul·les i inconstitucionals les dues disposicions presentades pel Govern d'Aragó a la dècada dels noranta, en les quals es plantejava el dret a retracte de l'Aragó. En aquesta sentència el Tribunal Constitucional argumentava que donar suport al dret a retracte del govern aragonès hauria suposat una extralimitació d'aquest en l'exercici de competències en detriment de Catalunya. El Tribunal també considerava que era a Catalunya a qui corresponia exercir la competència sobre els béns patrimonials dipositats en el seu territori, independentment del seu lloc de procedència. En la sentència no hi va haver unanimitat, ja que es van emetre dos vots particulars de magistrats que asseguraven que el conflicte no tenia rellevància constitucional.

#### 2015: Jutjat de primera instància número 1 d'Osca
El 8 d'abril de 2015, María del Carmen Aznar, jutgessa del jutjat de primera instància número 1 d'Osca, va declarar nul·les les compres dels béns fetes per la Generalitat de Catalunya. Tot i que la sentència no era ferma (encara es podia recórrer a l'Audiència Provincial d'Osca i al Tribunal Suprem), la jutgessa va dictar una ordre de trasllat provisional el 12 de juny de 2016, a petició del Govern d'Aragó i l'Ajuntament de Vilanova de Sixena. Tant la Generalitat com el MNAC van recórrer l'ordre de trasllat provisional, però la jutgessa en va rebutjar el recurs, i el 24 de maig va posar data al retorn a través d'un decret; aquesta data límit va ser el 25 de juliol de 2016. El Govern de Catalunya va presentar també un recurs de revisió del decret que també fou desestimat per la jutgessa. La Generalitat va intentar frenar el trasllat a través d'altres vies com ara un conflicte de jurisdicció del jutjat en relació amb el procediment davant el Jutjat de primera instància número 1 d'Osca i el Tribunal Suprem; així com la nul·litat d'actuacions contra la resolució provisional del jutjat; tots els recursos foren desestimats. La Generalitat de Catalunya al·legava que tant la sentència com la interlocutòria obviaven les competències que la Generalitat té atribuïdes estatutàriament en matèria de patrimoni cultural. Finalment, la Generalitat va anunciar que procediria a l'autorització de la sortida de les 53 peces procedents de Sixena que es trobaven al MNAC; aquestes peces es trobaven descatalogades i mai havien estat exposades al públic, ja que segons Neus Munté, tenien «poc valor artístic». Les peces arribaren al Monestir de Sixena el 26 de juliol de 2016 a les cinc de la tarda; el Govern de Catalunya, en canvi, no va autoritzar la sortida de les 44 peces del Museu de Lleida, ja que aquestes es trobaven catalogades.

### Pintures de la Sala Capitular de Santa Maria de Sixena

#### 2016: Jutjat de primera instància número 1 d'Osca
Durant el 2016, el jutjat de primera instància número 1 d'Osca, va acollir la demanda presentada pel Govern d'Aragó i l'Ajuntament de Vilanova de Sixena contra el Museu Nacional d'Art de Catalunya. La intenció d'aquesta demanda era impugnar la titularitat que tenia la Generalitat i el MNAC amb relació a les pintures murals de la Sala Capitular de Sixena, i, en cas que la demanda s'estimés, que aquestes es retornessin al monestir, on ja havien iniciat un projecte amb un cost inicial de 100.000 euros (altres fonts citen 200.000) per a condicionar espais per a l'arribada de les pintures. Durant el judici, les diferents parts van aportar diversa documentació per a reforçar els seus interessos. Per una part, el govern aragonès considerava un «saqueig» l'arrencada de les pintures l'any 1936 per part de Josep Gudiol, mentre Pepe Serra, director del MNAC ho considerava un «acte heroic». El plet es va centrar principalment en la cessió produïda els anys 60 al MNAC, i en l'acord signat el 1992 entre les monges santjoantistes, la congregació que ocupava originàriament el monestir i la Conselleria de Cultura de la Generalitat de Catalunya. Joan Guitart, exconseller de cultura de la Generalitat, va testificar que es va firmar una cessió de forma indefinida de les pintures, a l'espera de l'autorització definitiva del Vaticà que no va arribar després de la mort de les últimes monges de la comunitat. Per una altra banda, el govern aragonès considerava que l'acord no tenia validesa.
Durant el judici, van comparèixer diversos pèrits a instància dels demandats per a defensar la permanència de les peces al MNAC, i advertir dels riscos del seu trasllat. Aquests pèrits van senyalar que les pintures no haguessin sobreviscut si haguessin romàs al seu emplaçament original, i van desaconsellar en trasllat d'aquestes pels danys irreversibles que podrien originar-se. Segons aquests mateixos pèrits, les pintures no aportarien una segona arrencada per a la seva reintegració als murs del monestir de Sixena.
La sentència dictada per la titular del jutjat, Carmen Aznar, obligà a la Generalitat a retornar les pintures murals de Sixena. La responsable judicial va assegurar que l'informe aportat per la Generalitat era «poc precís» amb relació a la tasca encomanada a Gudiol, i qüestionava que l'arrencada de les pintures fos l'«últim recurs» per a la seva salvaguarda i protecció. També recorda que les pintures arrencades l'any 1961 es trobaven protegides sota una capa de calç i en perfecte estat. Per a la jutgessa, l'extracció de les pintures es podria haver evitat l'any 1936 posant sostre a la sala capitular o estabilitzant murs i arcs.

#### 2017-Actualitat: Arran de l'aplicació de l'article 155
El Govern d'Espanya, arran de l'aplicació de l'article 155 al 2017, ordenà al Museu de Lleida que elaborés un informe que mostrés les obres afectades pel litigi i que indiqués on eren, i com i quan es faria efectiu el lliurament. L'Audiència provincial d'Osca anuncià el 30 de novembre de 2017 que rebutjava el recurs d'apel·lació que presentà la Generalitat contra la sentència de l'any 2015 del jutjat de primera instància de la ciutat, que declarava nul·les les compravendes de les obres de Sixena i el seu trasllat al monestiraragonès.

#### Reaccions
- A Catalunya:

En conèixer la sentència, Santi Vila, Conseller de Cultura de la Generalitat de Catalunya la va titllar de «temeritat, imprudència i atemptat cultural en matèria de patrimoni»; tot i això, el conseller va anunciar que el Govern de Catalunya es disposava a complir la resolució, tot i que va dir que continuaria lluitant en els tribunals per la seva conservació a Catalunya, i que per això, presentaria un recurs davant l'Audiència Provincial d'Osca. Vila també va declarar que els murals «en cap cas van ser espoliats», i que la Generalitat necessitava més temps per a poder executar la sentència, ja que primer s'hauria de reunir i informar a la Junta de Museus de Catalunya i tramitar la desafecció amb la Conselleria d'Economia per tal que els béns poguessin sortir de territori català. Vila també va dir que «a la sentència hi havia algunes incoherències molt evidents com ara que no es demanava que retornessin les pintures al seu propietari, sinó que es retornessin al govern d'Aragó, que, segons Vila, no hi tenia res a veure.
Pepe Serra, director del MNAC, va titllar de «temeritat» el trasllat de les pintures, ja que «es posaria en perill el valor de la millor col·lecció medieval d'Europa». El mateix director va exposar que «el criteri internacional d'experts de museus és que la màxima és preservar els béns culturals i la realitat en la que es troben», i va avançar que molt probablement es produiria un pronunciament en aquest sentit.
- A l'Aragó:

L'alcalde de Vilanova de Sixena, Ildefonso Salillas (fill d'una de les persones que va ajudar a Gudiol a arrencar les pintures l'any 1936), va dir que la resolució era una «important victoria» per als veïns i per al patrimoni historicoartístic aragonès.
A final de 2019 l'Ajuntament de Vilanova de Sixena va reclamar embargar els béns dels exconsellers de Cultura de la Generalitat de Catalunya, Santi Vila i Lluís Puig, perquè no havien pagat la fiança ordenada pel jutge.
El 21 de juliol de 2020, les monges de la comunitat de Betlem que habitaren el monestir durant dècades es veieren obligades a marxar-ne davant l'impossibilitat de dur una vida amagada en una vocació de silenci des que el monestir obrí al públic per visitar les obres traslladades des del museu de Lleida. La plataforma Sijena Si, qui treballà pel trasllat de les obres des de Lleida, es limità a agrair a les monges la seva presència durant 35 anys.
- Al País Valencià:

El portaveu de Compromís al Senat volgué utilitzar aquesta actuació judicial com a precedent per a reclamar 52 objectes que es van traslladar del Convent de les Caputxines de Castelló de la Plana al monestir de Barbastre (Osca) el 2012.